# Montsaunès
Montsaunès ist eine französische Gemeinde mit 455 Einwohnern (Stand: 1. Januar 2022) im Département Haute-Garonne in der Region Okzitanien. Sie gehört zum Kanton Bagnères-de-Luchon und zum Arrondissement Saint-Gaudens.

## Geografie
Nachbargemeinden sind Castillon-de-Saint-Martory im Nordwesten, Saint-Martory im Norden, Mazères-sur-Salat im Nordosten, Salies-du-Salat im Osten, Mane im Süden, Figarol im Südwesten und Lestelle-de-Saint-Martory im Westen.
Die ehemalige Route nationale 117 tangiert Montsaunès.

## Bevölkerungsentwicklung
| Jahr                      | 1962 | 1968 | 1975 | 1982 | 1990 | 1999 | 2008 | 2015 |
| ------------------------- | ---- | ---- | ---- | ---- | ---- | ---- | ---- | ---- |
| Einwohner                 | 360  | 371  | 385  | 402  | 362  | 379  | 403  | 444  |
| Quelle: Cassini und INSEE |      |      |      |      |      |      |      |      |

## Sehenswürdigkeiten

Kirche Saint-Christophe

- Kirche Saint-Christophe

## Persönlichkeiten
- Bernard IV. wurde 1225 gemäß seinem Testament in der Komturei des Tempelordens zu Montsaunès bestattet.